# Islamitische kalender
De islamitische kalender (ook wel heigiriaanse kalender of Arabische kalender) is een tijdrekening met als beginpunt het jaar waarin de hidjra of hegira, de migratie van Mohammed van Mekka naar Jathrib (tegenwoordig Medina), plaatsvond. Dit jaar begon (volgens de juliaanse kalender) op 15 of 16 juli 622. De islamitische jaartelling wordt binnen de islam gebruikt voor de bepaling van bepaalde feest- en vastendagen, maar ook als gangbare kalender in Saoedi-Arabië en enkele omringende landen. Jaren volgens de islamitische kalender worden aangegeven met H of AH (Anno Hegirae), een latinisering van 'hidjra'.
De islamitische kalender is een maangebonden kalender, bestaande uit een jaar van 12 maanden van 29 of 30 dagen. Doordat deze 12 samen ongeveer 354 dagen duren, loopt deze kalender elk jaar 10 tot 12 dagen uit de pas met het zonnejaar. De Koran verbiedt expliciet het invoegen van schrikkeldagen of -maanden, in soera Het Berouw 37 staat dit verbod:
Voorzeker, het uitstellen is een toevoeging aan het ongeloof. Degenen, die niet geloven worden daardoor op een dwaalspoor gebracht. Het ene jaar staan zij het toe en het andere jaar verbieden zij het (...)
Als gevolg hiervan vallen bijvoorbeeld de ramadan, het Suikerfeest en het Offerfeest ieder jaar anderhalve week vroeger in het zonnejaar.
Uitgaande van een gemiddelde synodische maand van 29,53059 dagen telt een islamitisch jaar gemiddeld 354,367 dagen. Een gemiddeld gregoriaans jaar duurt 365,2425 dagen. De islamitische jaartelling loopt daarmee 365,2425354,367 ≈ 1,03069 zo snel als de gregoriaanse. Vanaf 26 juni 2025 AD is het 1447 AH. Ongeveer 18.846 (gregoriaanse) jaren later zullen beide jaartellingen hetzelfde jaar (20.870) aangeven. Daarna zal de islamitische jaartelling voor gaan lopen op de gregoriaanse.

## Maanden
Het begin van de maand wordt traditioneel bepaald door de 'geboorte' van de nieuwe maan: het moment dat de maan met het blote oog als een smalle maansikkel te zien is. Het waarnemen van de jonge maansikkel is alleen vlak na zonsondergang mogelijk, waardoor de eerste dag van een islamitische maand dan ook altijd bij zonsondergang begint (en ook alle hierop volgende dagen).
Van alle maanden van de islamitische kalender is ramadan de meest gezegende. In deze maand dienen alle moslims vanaf de ochtendschemering tot zonsondergang te vasten. Aan het begin van de daarop volgende maand (Shawwal) is het Suikerfeest.
De islamitische maanden hebben de volgende namen:
| Nr. | Naam                                     | Arabisch                      | Vertaling                          | Heilige maand | Opmerking                                                                   |
| --- | ---------------------------------------- | ----------------------------- | ---------------------------------- | ------------- | --------------------------------------------------------------------------- |
| 1   | Muharram                                 | محرّم                          | Verboden                           | Ja            |                                                                             |
| 2   | Safar                                    | صفر                           | Leeg of geel                       | Nee           |                                                                             |
| 3   | Rabi' al-awwal                           | ربيع الأول                    | Eerste lente                       | Nee           |                                                                             |
| 4   | Rabi' al-thani (of Rabi' al-akhir)       | ربيع الآخر (أو ربيع الثاني)   | Tweede lente                       | Nee           |                                                                             |
| 5   | Djoemada al-awwal                        | جمادى الأول                   | Eerste vorst                       | Nee           |                                                                             |
| 6   | Djoemada al-thani (of Djoemada al-akhir) | جمادى الآخر (أو جمادى الثاني) | Tweede vorst                       | Nee           |                                                                             |
| 7   | Rajab                                    | رجب                           | Te respecteren                     | Ja            |                                                                             |
| 8   | Sha'aban                                 | شعبان                         | Te verspreiden en distribueren     | Nee           |                                                                             |
| 9   | Ramadan                                  | رمضان                         | Uitgedroogde dorst                 | Ja            | Gedurende de hele maand vasten de moslims van zonsopgang tot zonsondergang. |
| 10  | Shawwal                                  | شوّال                          | Licht en krachtig/energiek te zijn | Nee           |                                                                             |
| 11  | Dhoe al-Qi'dah                           | ذو القعدة                     | De maand van rust                  | Ja            |                                                                             |
| 12  | Dhoe al-Hidzjah                          | ذو الحجة                      | De maand van bedevaart             | Ja            | Tijdens deze maand verrichten de moslims de bedevaart naar Mekka.           |

## Feest- en gedenkdagen
| Nr. | Naam                                 | Datum                  | Opmerking |
| --- | ------------------------------------ | ---------------------- | --- |
| 1   | Ras as-Sanah al-Hijriyah (Nieuwjaar) | 1 Muharram             | Het islamitische nieuwjaar. Vaak betalen de moslims op deze datum hun jaarlijkse verplichte aalmoes, zakaat el maal. |
| 2   | Asjoera                              | 10 Muharram            | Op deze dag herdenken de moslims de bevrijding van 'Bani Israil' van Farao door de profeet Musa (Mozes). Ze vasten 2 dagen. Eén dag voor Asjoera en Asjoera of de dag van Asjoera en de dag erna.                                            |
| 3   | Laylat al-Miraadj                    | Nacht van 27 Rajab     | De moslims geloven dat de profeet Mohammed het bevel van de 5 dagelijkse gebeden kreeg tijdens zijn hemelreis. |
| 4   | Laylat al-Baraat                     | Nacht van 15 Sha'abaan | De nacht van vergeving. Sommige moslims geloven dat deze nacht, 15 dagen voor de maand Ramadan, een nacht is waar God hun lot zegelt. Ze bidden en smeken Allah gedurende de hele nacht.                                                     |
| 5   | Laylat al-Qadr                       | Nacht van 27 Ramadan   | Feitelijk valt Laylat al-Qadr op een van de laatste vijf oneven nachten van de maand Ramadan. Welke is echter niet overgeleverd, vaak neemt men hiervoor de 27ste.                                                                           |
| 6   | Eid al-Fitr (Suikerfeest)            | 1 Shawwal              | De moslims vieren het einde van de Ramadan. Eid al Fitr betekent letterlijk 'Feest van verzoening', maar vaak wordt deze vertaald door 'suikerfeest'. Dit komt eigenlijk van het Turks, 'Seker Bayram', het feest van suiker of suikerfeest. |
| 7   | Dag van Arafat                       | 9 Dhul Hidja           | De bedevaartgangers staan hier op de Vlakte van Arafat en verblijven hier. Moslims vasten vrijwillig op deze dag. |
| 8   | Eid al-Adha (Offerfeest)             | 10 Dhul Hidja          | Tijdens deze maand gaan de moslims op bedevaart. Op het einde van de bedevaart herdenken ze het offer van de profeet Ibrahim (Abraham). |

Alleen Eid al-Fitr en Eid al-Adha worden algemeen als islamitische feestdagen beschouwd, de andere zijn gedenkdagen, cultuurbepaald of gebaseerd op een bepaalde geloofsopvatting.

## Dagen van de week
Binnen de week, die zeven dagen telt, wordt dezelfde volgorde gevolgd als in het jodendom: de week begint met zondag en eindigt met zaterdag. De nieuwe dag begint bij zonsondergang. De zesde dag is de vrijdag, de wekelijkse dag van samenkomst. Dit is dus noch de eerste, noch de laatste dag van de week. Ook is het in tegenstelling tot de joodse sabbat en de christelijke zondag géén rustdag, hoewel in sommige islamitische landen het openbare leven stilligt en bedrijven al vanaf donderdagmiddag gesloten zijn.
| Nr. | Naam               | Arabisch     | Vertaling   | Gregoriaanse dag | Opmerking                           |
| --- | ------------------ | ------------ | ----------- | ---------------- | ----------------------------------- |
| 1   | Yaum al-ahad       | يوم الأحد    | Eerste dag  | Zondag           |                                     |
| 2   | Yaum al-ithnayna   | يوم الإثنين  | Tweede dag  | Maandag          | Vrijwillig vasten wordt aanbevolen. |
| 3   | Yaum ath-thulatha' | يوم الثُّلَاثاء | Derde dag   | Dinsdag          |                                     |
| 4   | Yaum al-arba'a'    | يوم الأَرْبعاء | Vierde dag  | Woensdag         |                                     |
| 5   | Yaum al-khamis     | يوم الخميس   | Vijfde dag  | Donderdag        | Vrijwillig vasten wordt aanbevolen. |
| 6   | Yaum al-jum'a      | يوم الجُمْعَة   | Verzameldag | Vrijdag          | Belangrijkste dag voor de moslims.  |
| 7   | Yaum as-sabt       | يوم السَّبْت    | Sabbatdag   | Zaterdag         |                                     |